# Star Valley

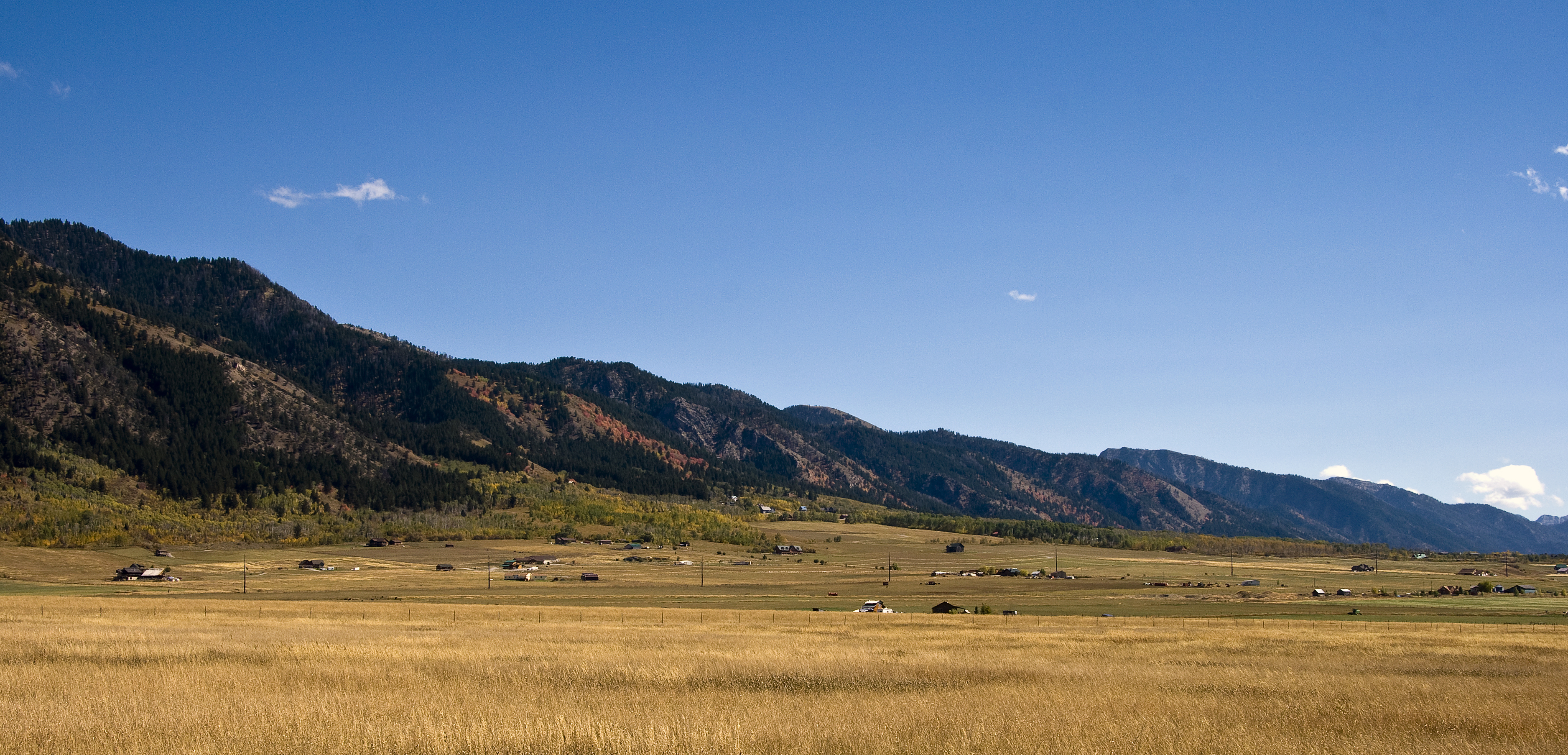
Vy mot Salt River Range vid Etna nära Star Valley Ranch, Wyoming.

Ej att förväxla med orten Star Valley i Gila County, Arizona.
Star Valley (eller Salt River Valley) är en dal på västra sidan av centrala Klippiga bergen. Dalen är belägen mellan bergskedjorna Salt River Range i västra Wyoming och Webster Range i östra Idaho.

## Namn
Två olika förklaringar till dalens namn finns. Den ena är att dalen namngavs efter ett shoshone-uttryck, med den ungefärliga betydelsen "stjärnan bland dalarna". En annan, mer prosaisk förklaring är att namnet skulle vara en förkortning av "starvation" (svält), eftersom de första nybyggarna i dalen hade svårt att livnära sig under de svåra vintrarna i slutet av 1880-talet. Särskilt boskapen hade svårt att överleva de kalla, snöiga vintrarna, till exempel vintern 1889, då det föll 100 centimeter snö på två dagar.

## Natur
Dalen ligger på en höjd mellan 1 500 och 2 100 meter, medan de omgivande bergen når en höjd på omkring 3 000 meter över havet. Tre större floder, Snake River, Greys River och Salt River möts i dalen vid Alpine Junction. Alla floderna har ett stort fiskbestånd, särskilt av olika sorters öring. I dalen lever också många större vilda djur som wapitihjort, svartsvanshjort, björn och puma. Bland fågelarterna märks gås, and, trana, svan och fiskgjuse.

## Historia
När de första utforskarna kom till dalen i början av 1800-talet var den bebodd av shoshonerna, som använde den som jaktområde på sommaren. Vintertid var dalen obebodd. På 1850-talet och 1860-talet gick Lander Trail, en sidogren till Oregon Trail, genom orten, men först under 1870-talet började nybyggarna slå sig ner i dalen. Mormonledaren Brigham Young skickade mormoner för att kolonisera dalen. Under de första åren var somrarna varma och vintrarna milda, men i slutet av 1800-talet kom en rad svåra vintrar som dödade en stor del av boskapen. Fortfarande idag finns lokala legender om hur de första nybyggarna klarade sig genom vintrar med två och en halv meters snötäcke. 
Bank- och tågrånaren Butch Cassidy och hans gäng Wild Bunch hade ett gömställe i dalen, nära Afton.

## Befolkning
Den största orten i Star Valley är Afton, Wyoming, med 1 911 invånare vid 2010 års folkräkning. Staden grundades av mormonska nybyggare 1885.

## Kommunikationer
U.S. Route 89 går genom dalen i nord-sydlig riktning.